# گل ماه زادروز
گل ماه زادروز نمادی برای متولدین یک ماه است. بر اساس باور تاریخ شناسان رسم شناخت ماه تولد افراد بر اساس گل و هدیه دادن آن گل در روز زادروز در میان ایرانیان مرسوم بوده‌است. گل‌های نماد هر ماه بسته به فرهنگ و باورهای مردم هر کشور گوناگون است.

## گل‌های ماه‌های زادروز ایرانی و ویژگی‌های افراد
فروردین، گل رز
گاهی بدون فکر قبلی کاری را انجام می‌دهید.
بسیار رک گو هستید و عاشق مسافرت!
اشتیاق زیادی برای زندگی کردن دارید و پشتکارتان خوب است.
اردیبهشت گل نسترن
فردی صبور و پرطاقت هستید و اراده بسیار قوی دارید.
دوست دارید کارها را به آهستگی ولی به‌طور جدی انجام دهید.
خجالتی هستید و قابل اعتماد. سعی می‌کنید از مشاجرات دوری کنید.
خرداد گل یاس
سفیدرفتار دوستانه‌ای دارید.
رک گو و پر حرف بوده و همین امر به جذابیت شما می‌افزاید.
مانند گل یاس، همیشه برای زنده کردن یک مجلس و معطر کردن آن حضور دارید.
از رفتار بد دیگران سریع می‌گذرید. برای رفاقت ارزش زیادی قائلید.
تیر گل بنفشه
زندگی همیشه برایتان شیرین نیست و زیاد با فراز و فرودهای آن مواجه می‌شوید.
به جای داشتن درآمد جزیی به فکر درآمدهای کلان هستید.
ذهن خلاقی دارید و به دنبال فعالیت‌های خلاقانه هستید.
در خانه بیشتر از همه جا احساس امنیت و آرامش می‌کنید.
مرداد گل شب بو
فردی با محبت، خونگرم، دلسوز اما کمی‌عصبی هستید.
غالباً از کمبود اعتماد به نفس رنج می‌برید و کمی نیز احساس ترس در شما دیده می‌شود.
برخی اوقات مردم از اخلاق خوب شما سوء استفاده می‌کنند.
شهریور گل داوودی
جدی، متفکر و تا حدی اندیشمند هستید.
در کارهایتان سرسختی و سماجت دارید و این مسئله گاهی به ضرر شما تمام می‌شود.
به رغم آنکه شخص مهربانی هستید اما برخی اوقات رگه‌های نامهربانی در شما نمایان شده که این مسئله دیگران را آزار می‌دهد.
مهر گل زنبق
فرد مؤدبی هستید.
به سرعت عصبانی می‌شوید ولی خیلی سریع به حالت اولیه بازمی‌گردید.
از زیبایی لذت می‌برید.
فرد محبوبی هستید و سرشت سخاوتمندی دارید.
میل زیادی برای زندگی در شما موج می‌زند و از انجام هر کاری لذت می‌برید.
آبان گل ارکیده
به سرعت تصمیم می‌گیرید و در انجام کارهایتان بسیار سریع و چابک هستید.
تغییرات شغلی شما را نمی‌ترساند که این موضوع یکی از برتری‌های شخصیت شماست.
توانایی استثنایی در سازماندهی کارهایتان دارید.
آذر گل مریم
احساساتی، صادق، باوفا، بشاش و خوش‌اخلاق هستید، اما اگر بخواهید می‌توانید همزمان روی دیگر سکه را نیز نشان دهید.
خانه را تنها پناهگاه مطمئن زندگی می‌دانید.
کمال طلب و تا حدی رؤیایی هستید که در برخی موارد این رگه‌های شخصیتی به کمک شما می‌آیند.
دی گل همیشه بهار
اهل رقابت و دوست بازی و قابل اعتماد و امین هستید و خیلی علاقه دارید وقت خود را بیرون از خانه بگذرانید.
بسیار تودار و در واقع درون‌گرا هستید، از شادی دیگران شاد می‌شوید اما خود به سختی به آرزوهایتان دست می‌یابید.
بهمن گل گلایل
باهوش هستید و می‌دانید چه می‌کنید. می‌خواهید همه امور مطابق میل شما باشد که البته گاهی می‌تواند به دلیل عدم توجه به نظر دیگران برایتان مشکل ساز شود…
اما در مورد عشق صبور هستید.
همواره اهدافی برای دستیابی دارید و واقعاً برای رسیدن به آنها تلاش می‌کنید.
اسفند گل نرگس
مهربان، با گذشت و بسیار تودار هستید، به هیچ وجه خودخواه نیستید.
همیشه بهترین را برای دیگران می‌خواهید.
دوستانتان برایتان بسیار مهم هستند و قدر آنچه را که دارید می‌دانید.
بین دوستان محبوب هستید و در خانواده نظر شما بر دیگران ارجحیت دارد.